# Ascot-Pullin
Ascot-Pullin is een historisch Brits merk van motorfietsen.
De bedrijfsnaam was Ascot Motor & Manifacturing Co. Ltd., Letchworth.
Ascot-Pullin maakte van 1928 tot 1929 vooruitstrevende motorfietsen met veel plaatwerk, ingebouwde instrumenten, een liggende cilinder en hydraulische remmen. De constructeur was de beroemde coureur Cyril Pullin, de financier was Lord Ascot..
De Ascot-Pullin was werkelijk zeer luxueus en modern. Hij werd dan ook geadverteerd als "The New Wonder Motorcycle". Er waren technieken uit de auto-industrie toegepast, maar het conservatieve motorpubliek had er weinig oog voor.
Er was een horizontaal geplaatste kopklepmotor ingebouwd, die via tandwielen met schuine vertanding een ingebouwde (unit construction) drieversnellingsbak aandreef.
Er was een volledig plaatframe gebruikt, waarin alle belangrijke elementen waren ingebouwd, zoals de benzine- en olietank, maar ook de verchroomde benzine- en olievuldoppen en zelfs een olieniveaumeter en een benzineniveaumeter. In het dashboard vond men bovendien een Jaeger-uurwerk, een ampèremeter, een oliedrukmeter en een snelheidsmeter. De uitlaatklep had een kleppenlichter om het aantrappen met de kickstarter te vergemakkelijken.
Bovendien had de Ascot-Pullin een integraal remsysteem, waarbij het voetrempedaal hydraulisch de voorste en achterste trommelrem bediende en het handremhendel via een bowdenkabel de voorrem afzonderlijk kon bedienen. Waarschijnlijk had de Ascot-Pullin het eerste hydraulische remsysteem. Het systeem van Pullin werd echter maar kort gebruikt. Men schakelde al snel over naar een meer conventioneel systeem van Lockheed.
Ook de middenbok was bijzonder. Als de machine werd opgebokt rustte ze met beide wielen op de grond, maar door de machine enigszins te laten overhellen kon rechts en links een metalen plug uit de bok worden getrokken waardoor deze enkele centimeters kon worden verlengd. Door dat aan beide zijden te doen kwam het achterwiel vrij van de grond, waardoor het kon worden verwijderd. Het voorwiel had een eigen standaard om dat ook te verwijderen. De wielen waren uitwisselbaar.
Als extra kon men een verstelbaar windscherm met ruitenwisser, beenschilden en een achteruitkijkspiegel bestellen.
Hoewel ze uiteindelijk opgelost werden, had de machine aanvankelijk last van tandwielslijtage die haar een slechte naam gaven en de productie moest in 1929 worden beëindigd. Toen waren er tussen de 400 en 500 motorfietsen geproduceerd.